# Duca di Norfolk
Duca di Norfolk è un titolo nobiliare inglese che rende Pari d'Inghilterra. Il Duca di Norfolk ha il titolo di Premier Duke, primo duca nella gerarchia dei Pari del regno d'Inghilterra; inoltre detiene la carica di Conte maresciallo d'Inghilterra, per cui è il responsabile nell'organizzazione dell'incoronazione dei Sovrani e di tutte le altre cerimonie di Stato del Regno Unito. 
La residenza ufficiale del Duca di Norfolk e della sua famiglia è Arundel Castle, nel Sussex, benché il loro titolo si riferisca alla contea di Norfolk. L'attuale Duca, il diciottesimo, è Edward Fitzalan-Howard. 
I Duchi di Norfolk furono tradizionalmente legati alla religione cattolica. Tutti i Duchi discendono da re Edoardo I d'Inghilterra.

## Storia

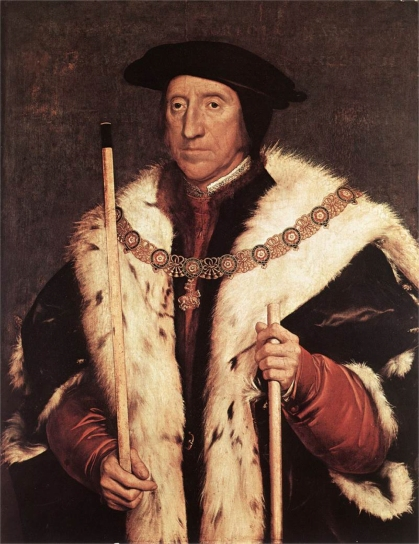
Thomas Howard, terzo duca di Norfolk, ritratto da Hans Holbein con gli attributi di Earl Marshal.

Il ducato di Norfolk ebbe tre creazioni: nel 1397, quando passò in possesso della famiglia Mowbray; nel 1477 quando il ducato passò al duca di York; nel 1483, quando passò alla famiglia Howard. Membri rilevanti della famiglia Howard furono Anna Bolena e Catherine Howard, rispettivamente seconda e quinta delle mogli di Enrico VIII d'Inghilterra. Entrambe erano nipoti di Thomas Howard, III duca di Norfolk, che fu il principale ingranaggio delle relazioni matrimoniali di entrambi. Entrambe erano anche discendenti da Thomas Howard, II duca di Norfolk. Egli era nello specifico il padre della madre di Anna Bolena, Lady Elizabeth Howard e padre del padre di Catherine.

## Duchi di Norfolk

### Duchi di Norfolk, prima creazione (1397)
- Thomas de Mowbray, I duca di Norfolk (1365-1399), discendente di Edoardo I d'Inghilterra, venne ricompensato col titolo ducale per il proprio servizio da re Riccardo II d'Inghilterra. Quando il rivale di Riccardo, Enrico Bolingbroke ne usurpò il trono col nome di Enrico IV nel 1399, egli privò i Mowbray del loro possedimento.
  - Margaret, duchessa di Norfolk (c. 1320-1398), figlia ed erede di Tommaso (terzo figlio di Edoardo I d'Inghilterra), fu suo jure II contessa di Norfolk e nonna del I duca. Ella venne creata duchessa di Norfolk a vita nel 1397.
  - Thomas de Mowbray, IV conte di Norfolk (1385–1405), figlio maggiore del I duca, entrato in contrasto con le usurpazioni di Bolingbroke e decapitato
- John de Mowbray, II duca di Norfolk (1392-1432), figlio secondogenito del I duca, venne restaurato al titolo nel 1425
- John de Mowbray, III duca di Norfolk (1415-1461), unico figlio del II duca, fu un'importante figura della Guerra delle Due Rose
- John de Mowbray, IV duca di Norfolk (1444-1476), unico figlio del III duca, morì senza eredi maschi e molti dei titoli originari si persero
  - Anne de Mowbray, VIII contessa di Norfolk (1472–1481), unica figlia del IV duca, succedette al padre come VIII e ultima contessa di Norfolk. Morì senza eredi.

### Duchi di Norfolk, seconda creazione (1481)
- Riccardo Plantageneto, I duca di York (1473-1483), secondo figlio di Edoardo IV d'Inghilterra, venne creato duca dal momento che sua moglie, Anne de Mowbray, VIII contessa di Norfolk, non poté ereditare personalmente il titolo. Morì senza eredi.

### Duchi di Norfolk, terza creazione (1483)

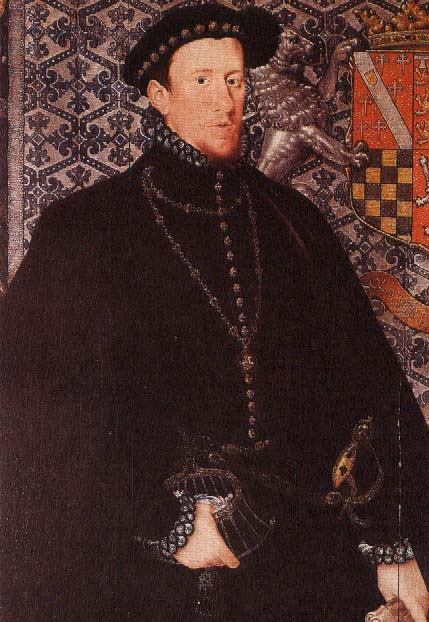
Thomas Howard, IV duca di Norfolk.

- John Howard, I duca di Norfolk (c.1425-1485) venne creato duca da Riccardo III d'Inghilterra per averlo sostenuto a prendere il trono strappandolo a Edoardo V d'Inghilterra. Dopo la sua morte, il rivale di Riccardo III, il nuovo re Enrico VII d'Inghilterra dichiarò estinto il ducato.
- Thomas Howard, II duca di Norfolk (1443-1524), figlio maggiore del I duca, venne restaurato al ducato del padre nel 1514.
- Thomas Howard, III duca di Norfolk (1473-1554), figlio maggiore del II duca, fu l'uomo principale del regno di Enrico VIII d'Inghilterra. Egli cadde però poi in sfavore agli occhi del re e il suo ducato venne abolito nel 1547 dopo il suo imprigionamento (egli evitò l'esecuzione a causa della morte del re). Maria I d'Inghilterra lo rilasciò dal carcere e lo fece tornare al suo ducato nel 1553
  - Henry Howard, conte di Surrey (1517-1547), figlio maggiore del III duca, venne decapitato prima della morte del padre
- Thomas Howard, IV duca di Norfolk (1536-1572), figlio maggiore del conte di Surrey, venne decapitato per tradimento nei confronti della regina Elisabetta I d'Inghilterra e i suoi titoli vennero aboliti
  - Philip Howard, XX conte di Arundel (1557–1595), figlio maggiore del IV duca, Santo.
  - Thomas Howard, XXI conte di Arundel (1585–1646), figlio maggiore del XX conte di Arundel, ottenne i favori di Carlo I d'Inghilterra che lo restaurò nel Surrey e lo creò duca di Norfolk a titolo personale
  - Henry Howard, XXII conte di Arundel (1608–1652), figlio maggiore del XXI conte di Arundel
- Thomas Howard, V duca di Norfolk (1627-1677), figlio maggiore del XXII conte di Arundel, venne restaurato al suo ducato originario nel 1660
- Henry Howard, VI duca di Norfolk (1628-1684), figlio secondogenito del XXII conte di Arundel
- Henry Howard, VII duca di Norfolk (1655-1701), figlio maggiore del VI duca
  - Lord Thomas Howard (m. 1689), figlio secondogenito del VI duca
- Thomas Howard, VIII duca di Norfolk (1683-1732), figlio maggiore di Lord Thomas Howard
- Edward Howard, IX duca di Norfolk (1685-1777), figlio secondogenito di Lord Thomas Howard
- Charles Howard, X duca di Norfolk (1720-1786), nipote del quarto figlio del XXII conte di Arundel
- Charles Howard, XI duca di Norfolk (1746-1815), unico figlio del X duca
- Bernard Howard, XII duca di Norfolk (1765-1842), pronipote del quinto figlio del XXII conte di Arundel
- Henry Howard, XIII duca di Norfolk (1791-1856), unico figlio del XII duca
- Henry Fitzalan-Howard, XIV duca di Norfolk (1815-1860), figlio maggiore del XIII duca
- Henry Fitzalan-Howard, XV duca di Norfolk (1847-1917), figlio maggiore del XIV duca
  - Philip Fitzalan-Howard, conte di Arundel (1879-1902), figlio maggiore del XV duca, morì senza essersi mai sposato e senza eredi
- Bernard Fitzalan-Howard, XVI duca di Norfolk (1908-1975), figlio secondogenito del XV duca
- Miles Stapleton-Fitzalan-Howard, XVII duca di Norfolk (1915-2002), pronipote del secondo figlio del XIII duca
- Edward Fitzalan-Howard, XVIII duca di Norfolk (n. 1956), figlio maggiore del XVII duca
  - Henry Fitzalan-Howard, conte di Arundel (n. 1987), figlio maggiore del XVIII duca